# Great Storm of 1703
Great Storm of 1703 var en av de strängaste stormarna och naturkatastroferna någonsin i södra delarna av det som 1707 blev Storbritannien. Den drabbade södra England och Engelska kanalen den 26-27 november 1703 (7-8 december 1703 enligt gregorianska kalendern).
Ute till havs förliste flera skepp, många av dem efter hemresan från Spanska tronföljdskriget) som HMS Resolution vid Pevensey och vid Goodwin Sands, HMS Stirling Castle, HMS Northumberland,  HMS Mary, samt HMS Restoration, och cirka 1 500 sjömän dödades, framför allt vid Goodwin Sands. Mellan 8 000 och 15 000 personer omkom totalt. Den första Eddystone-fyren förstördes den 27 november 1703 (gamla stilen), och sex personer inuti dödades, inklusive byggmästare Henry Winstanley (John Rudyard var senare med att bygga en ny fyr). Antalet ekträd som förstördes i New Forest uppgick till 4 000.
I samband med den stora stormen drev ett av skeppen över hela Nordsjön ända till Göteborg.

### Fotnoter
1. ↑  BBC article - The Great Storm of 1703
2. ↑  ”December 1703 Windstorm 300-year Retrospective”. Risk Management Solutions. Arkiverad från originalet den 18 januari 2013. https://web.archive.org/web/20130118001906/http://rms.com/Publications/1703_Windstorm.pdf. Läst 3 mars 2012.